# Bahnstraße 119 (Mönchengladbach)

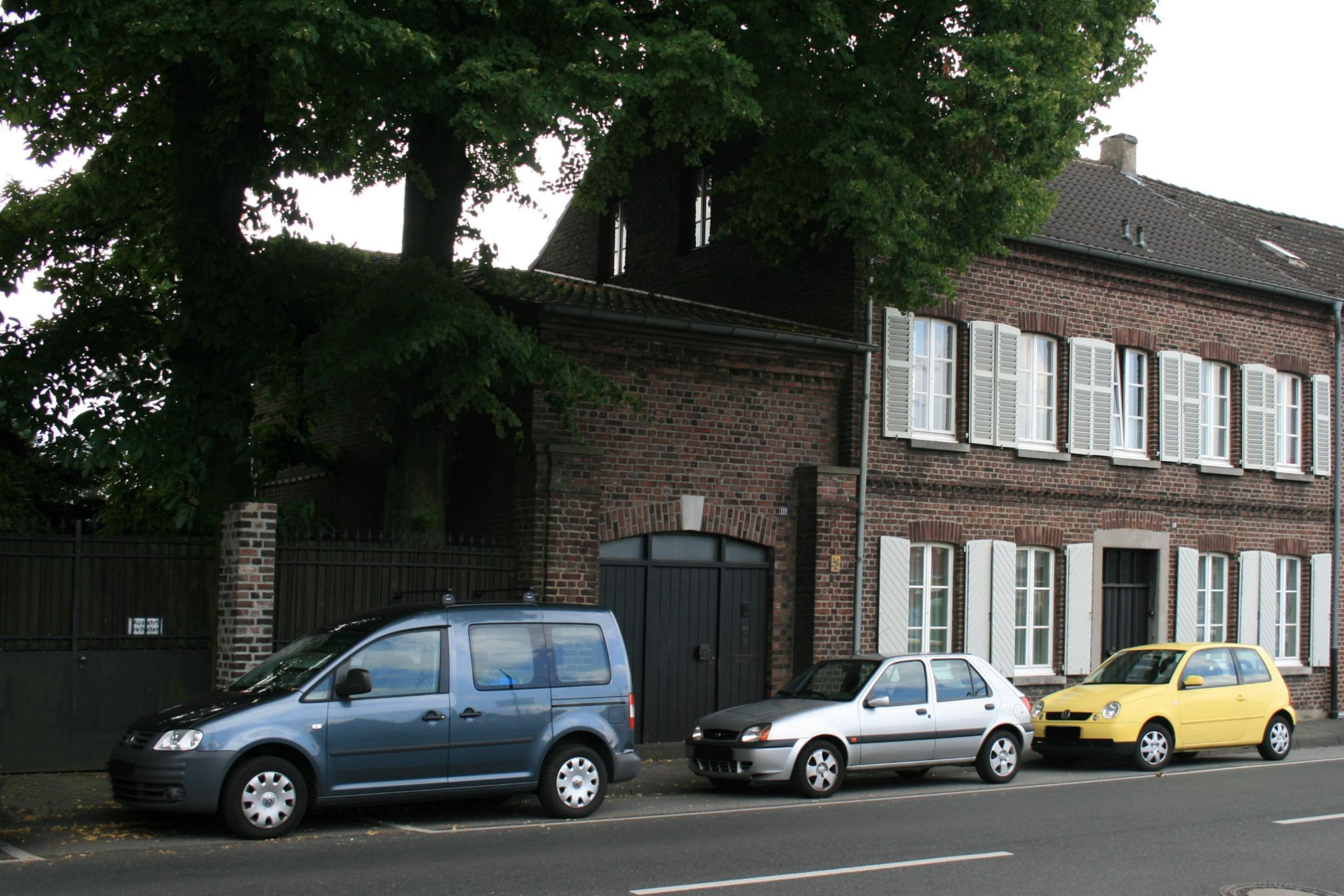
Wohnhaus (ehemalige Hofanlage), 2010

Das Wohnhaus Bahnstraße 119 steht im äußersten Nordwesten des Stadtteils Ohler in Mönchengladbach (Nordrhein-Westfalen).
Die ehemalige Hofanlage wurde Mitte des 19. Jahrhunderts erbaut. Sie ist unter Nr. B 007 am 4. Dezember 1984 in die Denkmalliste der Stadt Mönchengladbach eingetragen worden.

## Architektur
Das Objekt Nr. 119 ist ein zweigeschossiges Fünf-Fenster-Wohnhaus, traufenständig zur Straße mit mittlerem Wohnungseingang. Links davon eine Toreinfahrt mit Anbau, der durch Satteldach abgedeckt ist. Neben dem Anbau eine weitere Tordurchfahrt in den Gartenbereich mit einer massiv gemauerten Backsteinmaueranlage und Zaungitter aus der Mitte des 19. Jahrhunderts. Das Backsteinhaus hat Stichbogenfenster sowie Natursteinfensterbänke und Fensterläden in beiden Geschossen. Die Türschwelle ist aus Blaustein.